# Capote (film)
 For alternative betydninger, se Capote. (Se også artikler, som begynder med Capote)
Capote er en amerikansk biografisk dramafilm fra 2005 instrueret af Bennett Miller og skrevet af Dan Futterman efter Gerald Clarkes Truman Capote-biografi. Filmen følger forfatteren Truman Capote i perioden da han skrev sin ikkefiktionsbog, Med koldt blod. Capote har bl.a. Catherine Keener og Chris Cooper på rollelisten, samt Philip Seymour Hoffman i titelrollen som Truman Capote. Hoffman vandt flere store priser for sit portræt, bl.a. en Oscar for bedste mandlige hovedrolle, en Golden Globe Award og en BAFTA Award. 
Filmen havde premiere 30. september 2005, således at den passede med hvad der ville have været Truman Capotes 81 års fødselsdag.

## Medvirkende
- Philip Seymour Hoffman — Truman Capote
- Catherine Keener — Nelle Harper Lee
- Clifton Collins Jr. — Perry Smith
- Chris Cooper — Alvin Dewey
- Bob Balaban — William Shawn
- Bruce Greenwood — Jack Dunphy
- Amy Ryan — Marie Dewey
- Mark Pellegrino — Richard Hickock
- Allie Mickelson — Laura Kinney
- Marshall Bell — Warden Marshall Krutch
- Araby Lockhart — Dorothy Sanderson
- Robert Huculak — New York Reporter
- R.D. Reid — Roy Church
- Rob McLaughlin — Harold Nye
- Harry Nelken — Sheriff Walter Sanderson
- C. Ernst Harth — Lowell Lee Andrews

## Modtagelse

### Priser og nomineringer
- Oscars (uddelt 2006)
  - Oscar for bedste film, nomineret
  - Oscar for bedste instruktør (Bennett Miller), nomineret
  - Oscar for bedste mandlige hovedrolle (Philip Seymour Hoffman), vandt
  - Oscar for bedste kvindelige birolle (Catherine Keener), nomineret
  - Oscar for bedste filmatisering (Dan Futterman), nomineret